# Charles Levine
Pour les articles homonymes, voir Levine.
Charles Albert Levine, né le 17 mars 1897 à North Adams (Massachusetts) et mort le 6 décembre 1991 à Washington, était un homme d’affaires et aviateur américain. En juin 1927, il fut la première personne au monde à traverser l’océan Atlantique comme passager, le mois suivant la réussite de la traversée en solitaire sur monomoteur de Charles Lindbergh.

### Articles liés
- Wright-Bellanca WB-2